# Multiplayer

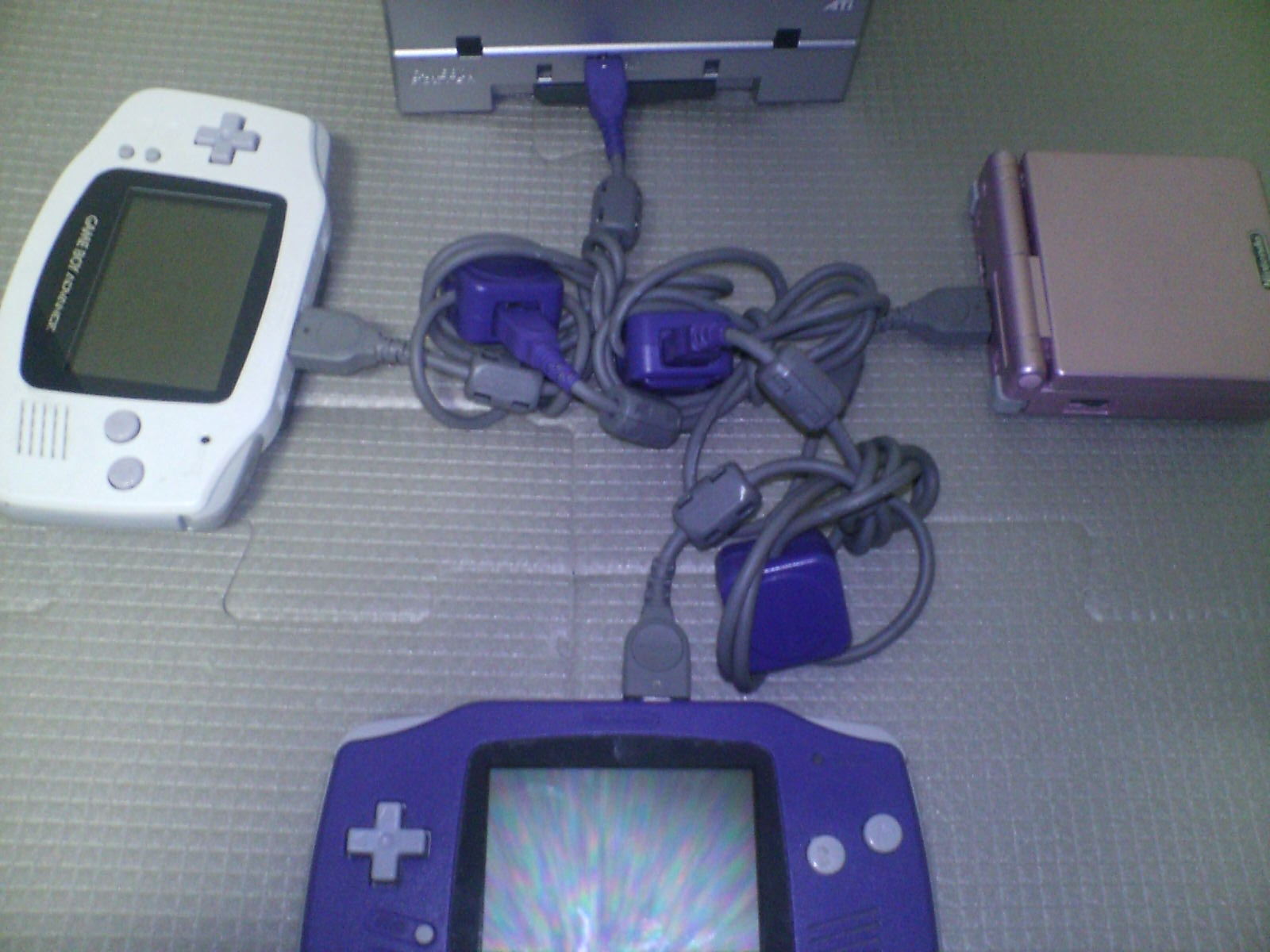
Diverse spelcomputers aan elkaar gekoppeld om zo een multiplayergame te kunnen spelen

Multiplayer (ook wel multispeler) is de verzamelnaam voor het spelen van een computerspel met meerdere spelers. Er zijn verscheidene manieren om multiplayerspellen te spelen waarvan via een LAN-connectie, over het internet of via een split screen de meest voorkomende zijn.

## Verschillende speltypes
Spellen die een multiplayermodus hebben, maken meestal geen gebruik van alle connectiemogelijkheden. Afhankelijk van het spel of modus in het spel ondersteunt het spel wel of geen LAN, internet of split screen.

### MMORPG
Massively multiplayer online role-playing games (MMORPG's) zijn spellen waarbij met grote aantallen spelers online wordt gespeeld. Hierbij is het niet mogelijk om via LAN te spelen omdat er een connectie moet zijn met de server.

### Shooters
In first- en third-person shooter is het sinds de 21e eeuw standaard om een multiplayermodus mee te leveren. In de multiplayermodus wordt een naam opgegeven, waarna de speler een lijst met servers ophaalt of automatisch wordt verbonden met een server.

### Sportspellen
Sportspellen hebben ook vaak een multiplayermodus. Hierbij speelt men meestal maar tegen één speler, zoals de FIFA-serie of de NBA-serie.

### Bordspellen
Bordspellen zijn ook online te spelen. Er bestaat een grote verscheidenheid aan websites en servers voor spellen als schaken, dammen, othello en go.

### Cameragames
Cameragames zijn spellen die op een computer of spelcomputer gespeeld worden door middel van een camera, zoals een webcam. Hierbij wordt er voor de camera gestaan, met als gevolg dat de speler een levende controller wordt. Het spel neemt de bewegingen van de speler over, waardoor hij als het ware in het spel komt te staan. Deze spellen kunnen alleen gespeeld worden (singleplayer) of in multiplayer-modus, dit hangt echter af van het spel dat gespeeld wordt. Voorbeelden hiervan zijn de Kinect-spellen voor Xbox 360 en de PlayStation Eye-spellen voor PlayStation 3.